# Port de Mersin
Le Port de Mersin (turc : Mersin Limanı), aussi nommé Port international de Mersin, est un grand port situé sur la côte nord-orientale de la mer Méditerranée, à Mersin, dans le sud de la Turquie. Depuis 1993, la ville de Mersin est partagée en plusieurs districts : le port est inclus dans le district central d'Akdeniz (en). Il dispose de vrac, de conteneurs, de rouliers, et de terminaux pétroliers. 

## Histoire
Le site, fréquenté depuis 10 000 ans, a été le port réputé de Zephyrion, Zephyrium, Hadrianopolis.

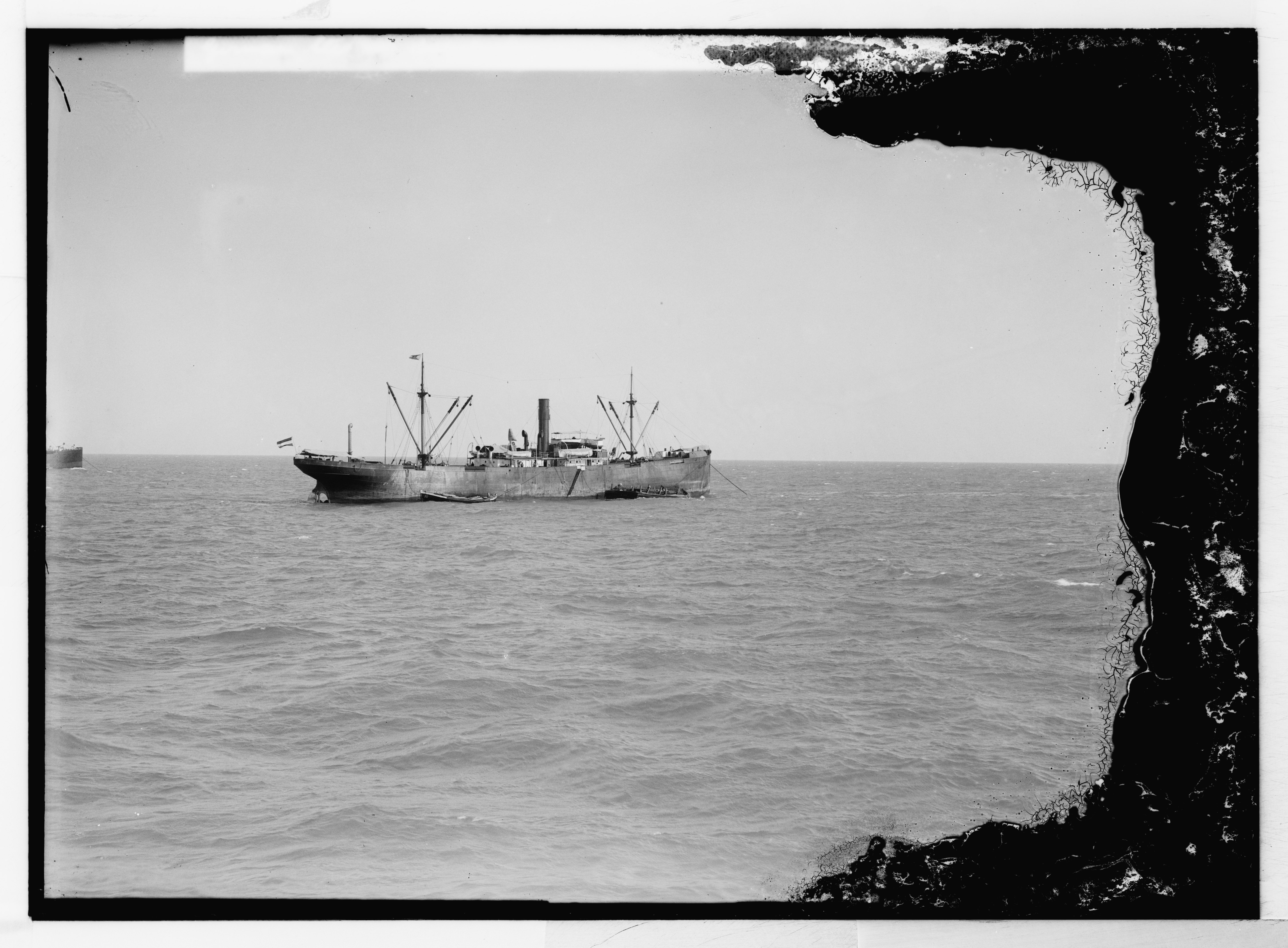
Cargo allemand débarquant du matériel à Mersin pour le chemin de fer Berlin-Bagdad, v. 1900-1910.

Le trafic portuaire de Mersin se développe à partir de la guerre de Sécession  américaine comme port d'exportation du coton : il supplante celui de Tarsus devenu peu praticable à cause de l'ensablement du Seyhan. Le chemin de fer d'Adana à Mersin est ouvert en 1886.
Après la guerre d'indépendance turque, une compagnie est créée pour construire des infrastructures modernes mais elle ne dépasse pas le stade du projet ; elle est nationalisée en 1942. En 1953, une concession est accordée à la compagnie néerlandaise Royal Nederlands Harbour Works ; le premier quai est ouvert en 1958 et le dernier en 1961. 

## Économie

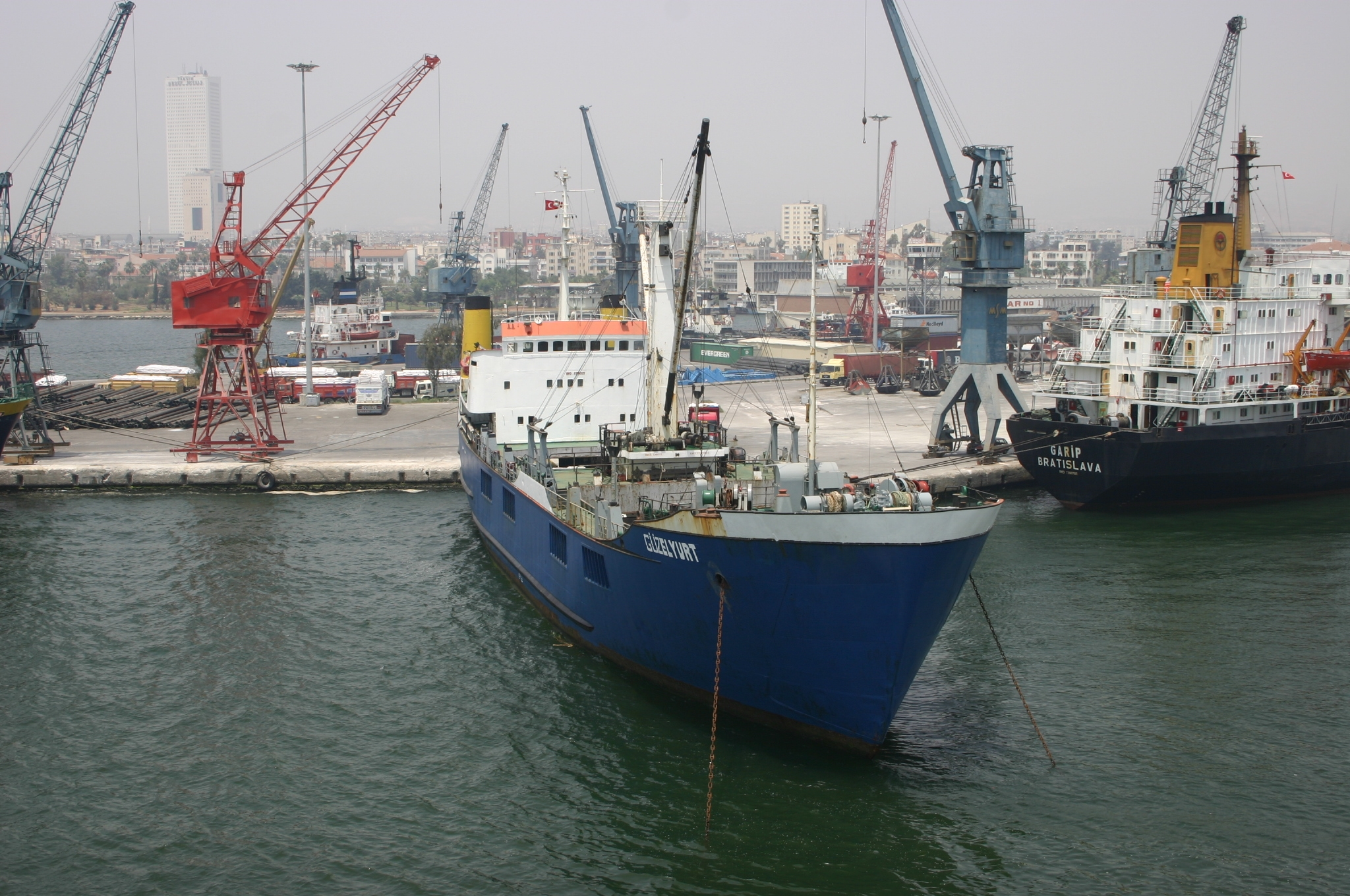
Port de Mersin en juin 2006.

C'est le deuxième plus grand port de Turquie après celui d'Ambarlı (de) (Avcılar) à Istanbul. Détenu par les Chemins de fer de l'État de la République de Turquie, son droit d'exploitation est transféré le 11 mai 2007 à PSA pour un consortium de 36 ans[réf. nécessaire].
Le rail de connexion du port convoie de lourdes marchandises vers Mersin, via la ligne ferroviaire Adana-Mersin. En 2014, l'infrastructure ferroviaire dans le port de Mersin est une des meilleures de Turquie, avec celle de Derince. Il dispose de 4 rampes de chemin de fer. Les conteneurs peuvent être manipulés sans besoin de triage. 4 quais ont un réseau ferroviaire, où le chargement/déchargement à partir de navires peut y être réalisé directement.
En 2023, le port a vu passer 31,45 millions de tonnes de fret. En 2025, il représente 22% du trafic de conteneurs et 7% du fret classique en Turquie ; il dessert l'Anatolie centrale et méridionale et le Moyen-Orient. Des travaux d'agrandissement sont en cours  pour accueillir des cargos géants de 400 m ; les nouveaux quais devraient ouvrir en 2026.